# Fugazi
Pour les articles homonymes, voir Fugazi (homonymie).
Fugazi est un groupe de post-hardcore américain, originaire de Washington DC. Il est formé en 1987. 
Fugazi est l'un des rares exemples de groupes qui réussirent à acquérir une bonne notoriété tout en restant fidèles aux labels indépendants d'enregistrement et de distribution, suivant l'esprit de l'éthique DIY du punk. Le groupe a toujours souhaité rendre accessible ses albums et l'entrée de ses concerts, et a limité au maximum les produits dérivés.
Tous les albums du groupe sont sortis sur Dischord Records, cogéré par Ian MacKaye et l'ancien batteur de Minor Threat, Jeff Nelson.

## Biographie

### Débuts (1986–1989)

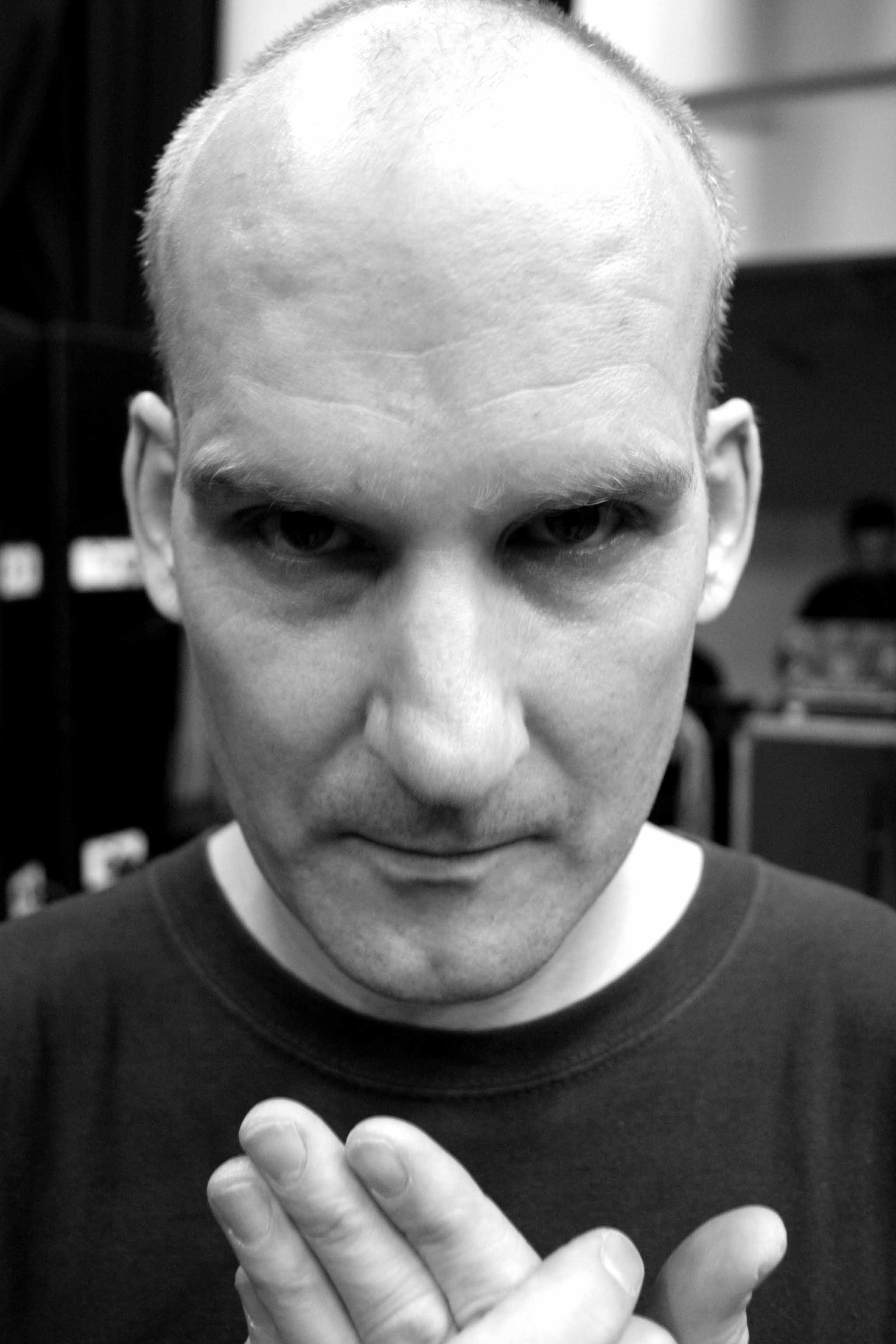
Ian MacKaye.

Après que l'éphémère et influent groupe de punk hardcore Minor Threat se sépare, Ian MacKaye (chanteur et guitariste) décide de s'investir dans plusieurs groupes à l'existence courte, notamment le groupe d'emo Embrace. MacKaye disait alors qu'il voulait d'un projet qui serait « comme les Stooges avec du reggae », mais était réticent de former un nouveau groupe après la séparation de Embrace. MacKaye se souvient : « Mon objectif n'était pas nécessairement de former un groupe, mais d'être avec des gens qui voudraient jouer de la musique avec moi. »
MacKaye recrute alors l'ex-batteur de Dag Nasty et le bassiste Joe Lally, et le trio commence à jouer ensemble en 1986. Après quelques mois de répétition, Sears revient à Dag Nasty et est remplacé par Brendan Canty de Rites of Spring. Un jour, un ami de Canty, membre de Rites of Spring, Guy Picciotto, débarque dans une des sessions de répétition du groupe pour voir comment son ami s'en sort ; il avoue plus tard qu'il avait alors en tête de rejoindre le groupe. Mais, Picciotto est déçu de constater qu'il ne semble pas y avoir de place pour lui. À ce sujet il dit : « Ça avait l'air bien complet déjà [...] Il y avait une ambiance complètement différente de ce que je faisais avec Brendan. Ça semblait simplement solide et réussi. »
Après une période d'incertitude de la part de Canty sur ce qu'il veut faire dans le futur, le groupe se rassemble et fait son premier concert au Wilson Center au début de septembre 1987. Le groupe a encore besoin d'un nom, et MacKaye tire le nom « Fugazi » de l'ouvrage Nam de Mark Baker, qui est un recueil d'histoires de vétérans de la guerre du Viêt Nam. Le nom du groupe est issu de l'acronyme utilisé par les GI, durant la guerre du Viêt Nam, lorsqu'ils se trouvaient dans une très mauvaise situation, Fucked Up, Got Ambushed, Zipped In, — littéralement : « Suis foutu, pris en embuscade, zippé (en référence aux sacs plastiques à fermeture éclair dans lesquels les cadavres des soldats morts en action étaient rapatriés). » Le groupe commence à inviter Picciotto aux répétitions, où il chante aux chœurs. Après que son groupe Happy Go Licky se soit séparé, il commence à s'impliquer de plus en plus dans Fugazi. C'est alors que MacKaye propose à Picciotto de devenir un membre permanent du groupe, ce qu'il accepte. Au départ, Picciotto chante uniquement mais, rapidement, il se met à jouer de la guitare au sein du quatuor.
Fugazi commence sa première tournée en janvier 1988. En juin de la même année, le groupe enregistre son premier EP Fugazi avec le producteur Ted Niceley (en). Peu de temps après, le groupe s'embarque dans une tournée ardue en Europe, à la fin de laquelle il enregistre des chansons pour ce qui devait être son premier album. Le groupe est cependant épuisé par la tournée, et juge le résultat des sessions d'enregistrements insatisfaisant. La liste des titres est réduite, et donne lieu à l'EP Margin Walker, sorti l'année suivante. Après le retour de tournée du groupe, Picciotto, insatisfait de n'avoir qu'un rôle de chanteur, commence à jouer la deuxième guitare. Le groupe fait ensuite paraître 13 songs en 1989, une compilation des deux premiers EP du groupe, Fugazi et Margin Walker.

### RepeateretSteady Diet of Nothing(1990–1992)
Le premier album du groupe Repeater, est publié en janvier 1990. Le groupe passe la majeure partie de l'année en tournée après sa sortie et a régulièrement été complet dans des concerts pour des capacités prévues de 1 000 personnes. Vers l'été 1991, l'album se serait vendu à plus de 100 000 exemplaires, un très grand nombre pour un label qui dépendait d'une promotion basée sur le bouche à oreille. Alors que les majors commençaient à courtiser Fugazi, le groupe juge que Dischord Records distribuait ses enregistrements suffisamment bien et refusa leurs offres.
Pour le deuxième album du groupe Steady Diet of Nothing (1991), le groupe demande une nouvelle fois à Ted Niceley de le produire. Niceley était devenu entre-temps chef et dû décliner l'offre. Le groupe décide alors de produire l'album tout seul.

### DeIn On the Kill TakeràThe Argument(1993–2001)

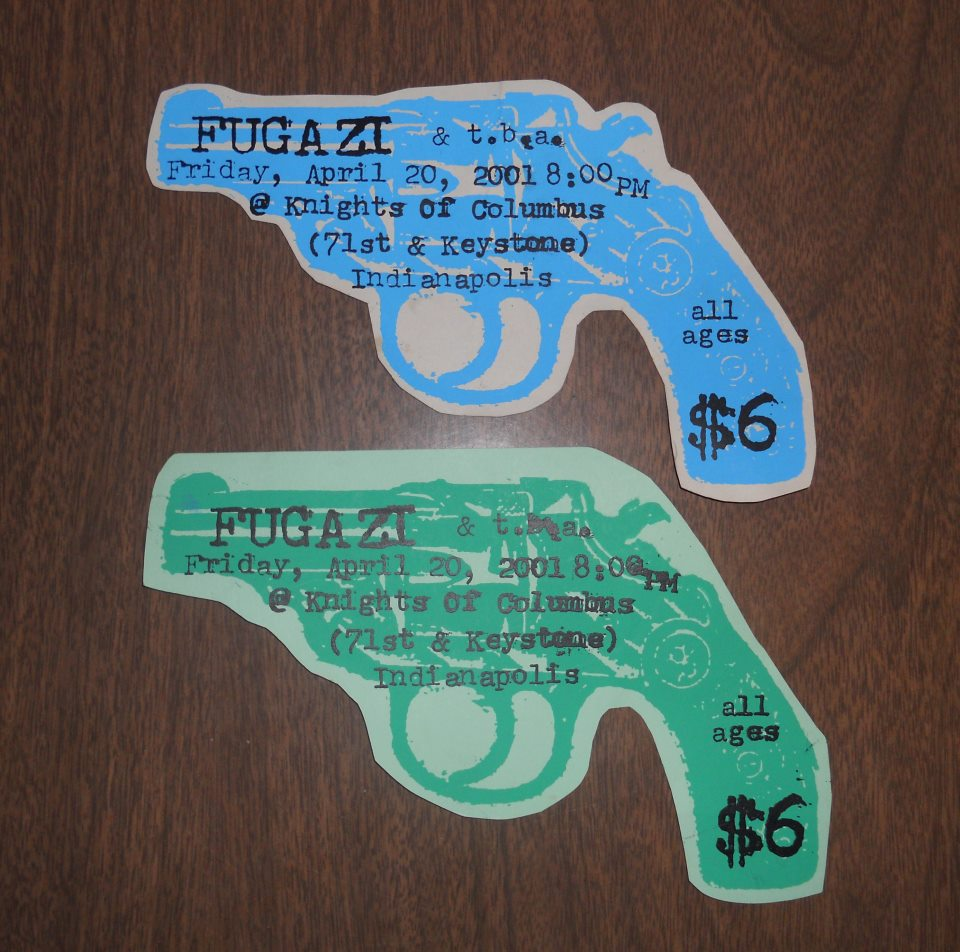
Billets faits à la main pour un concert de Fugazi de 2001, qui s'est tenu à Indianapolis, Indiana.

Fugazi enregistre son troisième album In on the Kill Taker (1993) avec Steve Albini à Chicago; néanmoins, les résultats ne furent pas satisfaisants et le groupe enregistra l'album à nouveau avec Ted Niceley. En même temps que la percée du rock alternatif dans les débuts des années 1990, In on the Kill Taker est devenu le premier album du groupe à rentrer dans le classement d'albums du magazine Billboard.
Au moment de la sortie de Red Medicine (1995), Fugazi était moins fréquemment en tournée, dû en grande partie à d'autres projets professionnels et personnels. Leur musique avait évolué loin de ses racines hardcore, avec des tendances art rock de plus en plus marquées.
Fugazi commence à travailler sur The Argument en 1999. Chaque membre y apporte ses propres riffs et idées au groupe, effectuent des jams, puis examine chaque aspect et configuration avant de décider quelle en serait la version finale de l'album. Les enregistrements s'effectuent entre janvier et avril 2001 aux Inner Ear Studios et Dischord House à Arlington, près de Washington. Le groupe collabore de nouveau avec l'ingénieur-son et producteur Don Zientara. The Argument est publié le 16 octobre 2001. Il présente la première contribution de musiciens externes au groupe, en particulier celle de leur ingénieur du son Jerry Busher, qui faisait aussi partie depuis longtemps de leur équipe technique de tournée. Busher, apporta des éléments de percussions ainsi qu'une deuxième batterie sur la plupart des chansons de l'album.

### Pause et rumeurs de retour (depuis 2002)
Fugazi est actuellement en pause, en partie du fait que Canty, devenu père, voulait passer plus de temps avec sa famille, un souhait qu'il exprimait déjà en 1999. Il n'existe aucune certitude sur une éventuelle réunion.
Entretemps ses membres s'occupent en participant à d'autres projets. MacKaye joue dans un duo appelé The Evens avec Amy Farina du groupe The Warmers. En 2004, MacKaye produit l'EP DC pour le guitariste des Red Hot Chili Peppers, John Frusciante, dans lequel apparaît aussi Jerry Busher. Canty fait une variété de titres pour bandes sonores de films et a joué à la basse dans le trio Garland of Hours aux côtés Jerry Busher et Amy Domingues, usuels collaborateurs invités dans Fugazi. Canty joue aussi la basse en concert avec Mary Timony, et apparait dans l'album Body of Song de Bob Mould, sorti en 2005 ainsi que dans District Line, sorti en 2008. Canty est parti en tournée avec Mould, il apparaît d'ailleurs sur le DVD Live Circle of Friends. Il réalise également un documentaire musical sur DVD Burn to Shine et qui sera publié sur son label, Trixie.
Lally apparait dans l'album Disconnection Imminent, avec d'anciens compagnons de la scène post-punk de Washington D.C. du groupe Decaehdron. Il participe aussi à un projet de courte durée, le groupe Ataxia, en compagnie de John Frusciante des Red Hot Chili Peppers et Josh Klinghoffer de The Bicycle Thief. Il sort aussi son premier album solo, There to Here, en 2006, et joue en live, en solo, sous son nom, accompagné du producteur Don Zientara. Son second album solo, Nothing Is Underrated, est sortie en novembre 2007. Picciotto travaille comme producteur, en particulier avec Blonde Redhead et The Blood Brothers. Il joue aussi aux côtés de The Ex au festival jazz à Wels en Autriche. Picciotto coproduit aussi et contribue à la guitare sur l'album North Star Deserter de Vic Chesnutt, sorti en 2007 sur le label Constellation Records.
En août 2014, Dischord annonce la sortie officielle de First Demo, un album composé de onze chanson démos enregistrées en janvier 1988. L'annonce fait usage de la chanson Merchandise. L'album est publié le 18 novembre 2014.

## Style musical
Le style musical de Fugazi est considéré comme post-hardcore, art punk,, rock alternatif, rock indépendant et rock expérimental.
Fugazi développe un son expérimental, unique, qui, plus tard, a influencé des groupes de punk et de grunge. Il marie des éléments de noise rock avec une musique syncopée originale tout en la pimentant à l'occasion d'influences reggae et dub. De plus, dans leur expérimentation, l'imagination remarquable de MacKaye et Picciotto, dans la synchronisation de leurs guitares, rend souvent désuète la notion traditionnelle de guitare principale et de guitare d'accompagnement. Ils ont également incorporé, dans leurs mélodies, des accords et des progressions musicales étrangement inhabituelles et dissonantes, rappelant parfois l'harmonie musicale de Tom Verlaine et Richard Lloyd du groupe Television, filtrée à travers une sensibilité punk hardcore.
D'ordinaire, les paroles de MacKaye sont plus directes, et sonnent comme des hymnes, avec des slogans et des refrains très marqués. Celles de Picciotto sont plus abstraites, avec une approche plus oblique. Lally a aussi participé à l'écriture de quelques chansons. Les paroles de Fugazi ont la particularité de mettre fortement l'accent sur les émotions. Ce style conduit des critiques à qualifier cette musique de post-hardcore ou d'emo, en ce qu'elle est perçue comme une progression et une réaction par rapport au hardcore. La carrière de Fugazi est racontée dans Our Band Could Be Your Life, un essai sur les groupes undergrounds américains. Le livre de Mark Andersen et Mark Jenkins, Dance of Days: Two Decades of Punk in the Nation's Capital, en traite également longuement, ainsi que de la carrière de chacun des membres du groupe.

## Ethique
Le groupe a ainsi rarement fait payer plus de 5 $ ou 10 $ l'entrée de ses concerts aux États-Unis et a par ailleurs toujours voulu qu'ils soient ouverts à tous les âges. C'est MacKaye, en particulier, qui insiste sur ce point, se rappelant avoir été rejeté de clubs pendant son adolescence[réf. souhaitée]. Fugazi a également toujours maintenu le prix de ses albums autour de 10 $, et n'a jamais vendu de produits dérivés comme des t-shirts ou des affiches.

## Membres

### Derniers membres
- Ian MacKaye – chant, guitare (depuis 1986)
- Joe Lally – basse, chant (depuis 1986)
- Brendan Canty – batterie (depuis 1987)
- Guy Picciotto – chant (depuis 1987), guitare (depuis 1989)

### Ancien membre
- Colin Sears – batterie (1986)

### Membre de tournée
- Jerry Busher – batterie, trompette (1998–2002)

## Discographie

### Albums studio
- 1990 : Repeater
- 1991 : Steady Diet of Nothing
- 1993 : In on the Kill Taker
- 1995 : Red Medicine
- 1998 : End Hits
- 2001 : The Argument

### EP
- 1988 : Fugazi
- 1989 : Margin Walker
- 1990 : 3 Songs
- 2001 : Furniture + 2

### Compilations
- 1989 : 13 Songs (EP Fugazi et Margin Walker)
- 2014 : First Demo (11 titres enregistrés durant les sessions studio en 1988)

### Édition combinée
- Repeater + 3 Songs (album Repeater et EP 3 Songs)

### Apparitions
- In Defense of Humans
- Reprovisional (live)
- Burning (live)
- The Word

### Bandes son
- 1991 : Head First (Eddie Roman BMX video ; Brendan #1 à 5:28 ; Blueprint à 39:21)
- 1999 : Instrument Soundtrack

### DVD/vidéos
- Instrument